# FENCE OF DEFENSE 20th Anniversary RE-PRODUCT 1993-2006
『FENCE OF DEFENSE 20th Anniversary RE-PRODUCT 1993-2006』（フェンス・オブ・ディフェンス トゥウェンティエス リプロダクト ナインティーン・ナインティ・スリー・ツー・サウザンド・シックス）は2007年6月21日にリリースされたFENCE OF DEFENSEのリプロダクション(リミックス)・アルバム。

## 解説
FENCE OF DEFENSEがデビュー20周年を迎えるのを記念して、彼らがこれまで発表してきた楽曲の中から選曲した14曲をリプロダクションして新たに制作、アルバム1枚に7曲ずつ収録し、DUSTRAX RECORDSレーベルからリリースした。本項では『1993-2006』について記述する。
収録対象は『SPEED OF LOVE』から『hot dogs 2』までのオリジナルアルバム7作の中となっており、『FENCE OF DEFENSE VII RIDE』以前の楽曲は本作と同日発売の『FENCE OF DEFENSE 20th Anniversary RE-PRODUCT 1987-1992』に収録されている。ただし、『hot dogs』、『XXX』、『FENCE OF DEFENSE XIII パンゲア』からは1曲も選ばれていない。
インディーズレーベルからシングルとしてリリースされて以降、しばらくアルバムには一切収録されていなかった「薔薇のダイヤを胸に」と「DESPERATION」の2曲はリミックスバージョンではあるが、本作で初めてCDアルバムに収録された。
パッケージはスリーブケースにCD入りのプラスチックケースが入っているのみの仕様となっており、歌詞などが記載されたブックレットは入っていない。

## 収録曲
| #         | タイトル                                   | 作詞                           | 作曲                           | 編曲                 | 時間  |
| --------- | ------------------------------------------ | ------------------------------ | ------------------------------ | -------------------- | ----- |
| 1.        | 「FLAPPER "electronic bossanova" version」 | 神沢礼江                       | 西村麻聡                       | 中谷泰啓             | 4:51  |
| 2.        | 「真実の絆 "swan dive" version」           | 斉藤友理、西村麻聡             | 西村麻聡                       | Ryoju (North Garden) | 5:50  |
| 3.        | 「DIE IN THE ROSES "STUDIO WOLF" version」 | 石川雅敏、早咲めぐみ、西村麻聡 | 西村麻聡                       | Y.KINOSHITA          | 4:07  |
| 4.        | 「薔薇のダイヤを胸に "FOOLISH" version」   | K.INOJO                        | 西村麻聡                       | 蓬莱秀樹 (moop)      | 5:11  |
| 5.        | 「DESPERATION "LAWDER" version」           | K.INOJO、西村麻聡              | 西村麻聡                       | AirBeluga            | 4:23  |
| 6.        | 「キミにムチュムチュ "Fantastic" version」 | 西村麻聡                       | 北島健二、西村麻聡、山田わたる | A-bee                | 4:58  |
| 7.        | 「SPIRIT FUTURE "gunba samba" version」    | 西村麻聡                       | 北島健二、西村麻聡             | 西村麻聡             | 5:57  |
| 合計時間: | 合計時間:                                  | 合計時間:                      | 合計時間:                      | 合計時間:            | 35:17 |